# Quilcene
Quilcene az Amerikai Egyesült Államok északnyugati részén, Washington állam Jefferson megyéjében elhelyezkedő statisztikai település. A 2010. évi népszámlálási adatok alapján 596 lakosa van.

## Történet
A térség első lakói a twana indiánok voltak. A Quilcene név a twana nyelvű qʷəʔlsíd szóból ered, amely a Quilcene-öböl egykori indián településének neve; a quilcene-ek („sósvízi nép”) hozzájuk kötődő nép.
1841-ben a Wilkes-expedíció a helységet Kwil-sidnek nevezte el. Az első telepesek 1860-ban érkeztek; egyikük Hampden Cottle favágó. Az eredetileg a Quilcene-folyó partján fekvő települést később magasabbra költöztették. 1880-ban 53-an éltek itt; ők főképp a mezőgazdaságban és a faiparban dolgoztak.
1902-ben a Tubal Cain Mining Company azt állította, hogy az Olympic-hegységben nagyobb mennyiségű vas, réz, arany és mangán található, azonban később mindössze minimális mennyiségű ércet találtak. Az 1910 körül létesített Green’s Shingle feldolgozó jelentős szerepet játszott Quilcene történetében.

## Éghajlat
A település éghajlata mediterrán (a Köppen-skála szerint Csb).
| Hónap                         | Jan.  | Feb.  | Már.  | Ápr. | Máj. | Jún. | Júl. | Aug. | Szep. | Okt. | Nov.  | Dec.  | Év    |
| ----------------------------- | ----- | ----- | ----- | ---- | ---- | ---- | ---- | ---- | ----- | ---- | ----- | ----- | ----- |
| Rekord max. hőmérséklet (°C)  | 21,1  | 21,7  | 26,1  | 31,1 | 33,9 | 36,7 | 38,9 | 37,8 | 37,2  | 28,3 | 23,9  | 17,8  | 38,9  |
| Átlagos max. hőmérséklet (°C) | 7,8   | 10,0  | 12,8  | 16,1 | 19,4 | 22,2 | 25,6 | 25,6 | 22,8  | 16,1 | 10,6  | 6,7   | 16,3  |
| Átlagos min. hőmérséklet (°C) | 0,0   | 0,0   | 1,7   | 3,3  | 6,1  | 8,9  | 10,6 | 10,6 | 7,8   | 4,4  | 1,7   | −0,6  | 4,6   |
| Rekord min. hőmérséklet (°C)  | −17,2 | −15,0 | −11,1 | −6,7 | −3,9 | −1,1 | −1,1 | 1,1  | −10,0 | −7,2 | −15,0 | −18,0 | −18,0 |
| Átl. csapadékmennyiség (mm)   | 188   | 187   | 151   | 97   | 72   | 54   | 33   | 32   | 41    | 105  | 203   | 220   | 1383  |
| Forrás: The Weather Channel   |       |       |       |      |      |      |      |      |       |      |       |       |       |

## Népesség
A település népességének változása:
| Lakosok száma | 591  | 596  | 598  |
|               | 2000 | 2010 | 2020 |

## Fordítás
- Ez a szócikk részben vagy egészben  a   Quilcene, Washington című angol Wikipédia-szócikk ezen változatának fordításán alapul.  Az eredeti cikk szerkesztőit annak laptörténete sorolja fel. Ez a jelzés csupán a megfogalmazás eredetét és a szerzői jogokat jelzi, nem szolgál a cikkben szereplő információk forrásmegjelöléseként.